# Melinda Dillon
Melinda Rose Dillon (Hope, 13 ottobre 1939 – Los Angeles, 9 gennaio 2023) è stata un'attrice statunitense.

## Biografia
Melinda Dillon lavorò in televisione, al cinema ed in teatro, dove il 13 ottobre 1962 interpretò la parte di Honey nella prima rappresentazione della commedia Chi ha paura di Virginia Woolf? di Edward Albee.
Fu candidata due volte all'Oscar come migliore attrice non protagonista, per Incontri ravvicinati del terzo tipo (1977) di Steven Spielberg e Diritto di cronaca (1981) di Sydney Pollack, senza vincerlo. Si ricorda inoltre la sua partecipazione al film Magnolia (1999) di Paul Thomas Anderson.
Morì nel gennaio del 2023, ma la notizia del suo decesso fu diramata solo un mese dopo. L'attrice venne cremata.

## Vita privata
Fu sposata con l'attore Richard Libertini, dal quale ebbe un figlio: il matrimonio terminò con un divorzio.

## Filmografia parziale

### Cinema
- Questa terra è la mia terra (Bound for Glory), regia di Hal Ashby (1976)
- Incontri ravvicinati del terzo tipo (Close Encounters of the Third Kind), regia di Steven Spielberg (1977)
- Colpo secco (Slap Shot), regia di George Roy Hill (1977)
- F.I.S.T., regia di Norman Jewison (1978)
- Diritto di cronaca (Absence of Malice), regia di Sydney Pollack (1981)
- A Christmas Story - Una storia di Natale (A Christmas Story), regia di Bob Clark (1983)
- Songwriter - Successo alle stelle (Songwriter), regia di Alan Rudolph (1984)
- Bigfoot e i suoi amici (Harry and the Hendersons), regia di William Dear (1987)
- I figli del fuoco (Spontaneous Combustion), regia di Tobe Hooper (1990)
- Capitan America (Captain America), regia di Albert Pyun (1990)
- Il principe delle maree (The Prince of Tides), regia di Barbra Streisand (1991)
- A Wong Foo, grazie di tutto! Julie Newmar (To Wong Foo Thanks for Everything, Julie Newmar), regia di Beeban Kidron (1995)
- Gli anni dei ricordi (How to Make an American Quilt), regia di Jocelyn Moorhouse (1995)
- Magnolia (Magnolia), regia di Paul Thomas Anderson (1999)
- Debating Robert Lee, regia di Dan Polier (2004)
- Adam & Steve, regia di Craig Chester (2005)
- Reign Over Me, regia di Mike Binder (2007)

### Televisione
- Assistente sociale (East Side/West Side) – serie TV, episodio 1x15 (1964)
- Bonanza – serie TV, episodio 11x04 (1969)
- I Jefferson (The Jeffersons) – serie TV, episodio 2x04 (1975)
- Ai confini della realtà (The Twilight Zone) – serie TV, episodio 1x02 (1985)
- Heartland – serie TV (2007)

## Riconoscimenti
- Premio Oscar
  - 1978 – Candidatura alla miglior attrice non protagonista per Incontri ravvicinati del terzo tipo
  - 1982 – Candidatura alla miglior attrice non protagonista per Diritto di cronaca

## Doppiatrici italiane
- Anna Rita Pasanisi in Diritto di cronaca, Bigfoot e i suoi amici
- Vittoria Febbi in Incontri ravvicinati del terzo tipo (ed. 1978)
- Lorenza Biella in F.I.S.T.
- Lella Costa in Ai confini della realtà
- Cristina Boraschi in Il principe delle maree
- Maria Pia Di Meo in Magnolia
- Ludovica Modugno in Reign Over Me
- Serena Verdirosi in Incontri ravvicinati del terzo tipo (ed. 2002)